# 托马斯·布罗迪-桑斯特
托马斯·布罗迪-桑斯特（英語：Thomas Brodie-Sangster，1990年5月16日—）是一名英国演员。在儿童演员时代，托马斯·布罗迪-桑斯特凭借在商业电影《真爱至上》（2003年）和《魔法保姆麦克菲》（2005年）而获得关注。紧接着他为动画剧集《飞哥与小佛》中的主角之一小佛·弗莱彻担任了第一季到第四季的配音工作，随后托马斯因接连出演电视剧《被告人》中的杰克·默里（Jake Murray）、《权利的游戏》中的玖健·黎德及系列电影《移动迷宫》中的纽特（Newt）而在国际范围内获得极大声誉。同时他也凭借着出演独立电影《无处的男孩》、《明亮的星》和《超级英雄之死》而广受好评。
此后，托马斯·布罗迪-桑斯特开始转战流媒体平台。他在网飞的迷你剧集《无神之境》（2017年）和《后翼弃兵》（2020年）的精彩表现为他赢得了持续好评，其中他还因为出演《后翼弃兵》而获得了黄金时段艾美奖限定剧集、独立单元剧及电视电影类最佳男配角的提名。随后他又于2023年在迪士尼＋的历史题材劫盗类剧集《小扒手道奇》中饰演同名扒手机灵鬼道奇。同一时期他也分别于2015年和2024年接连在英国广播公司出品的剧集《狼厅》及其续作《狼厅：镜与光》中饰演前英格兰枢密院顾问官拉尔夫·萨德勒。

## 早年境况
托马斯·布罗迪-桑斯特于1990年5月16日出生在英格兰伦敦的萨瑟克，他的父母分别是马克·桑斯特（Mark Sangster）和塔莎·伯特伦（Tasha Bertram）。托马斯的父系家族来自苏格兰的班科里。托马斯·布罗迪-桑斯特擅长吉他和贝斯。为了在电影《无处的男孩》中饰演好左撇子的保罗·麦卡特尼，他还学会了左手弹奏吉他。此前他还为了电影《真爱至上》而学会了打鼓。

## 职业履历

### 童星时期
2001年，托马斯·布罗迪-桑斯特凭借英国广播公司拍摄的电视电影《车站的吉姆》出道。随后他又出演了一些电视电影，而其中由他担纲主角的作品包括《博比的女孩》、《相信奇迹》（根据克雷格·谢尔高德事迹改编）及《斯蒂格之悲》。2003年，托马斯·布罗迪-桑斯特因出演迷你剧《生命的重托（Entrusted）》而获得第43届蒙特卡洛电视节的“金仙女奖（Golden Nymph）”。托马斯·布罗迪-桑斯特的首部重要院线电影是《真爱至上》，他因在该片中饰演山姆（Sam）而获得金卫星奖和青年艺术家奖的提名。

## 其他经历
托马斯·布罗迪-桑斯特曾与其母亲塔莎·伯特伦在2006年创立电影公司布罗迪影业（Brodie Films），该电影公司旨在“为英国电影界的新兴人才、富有创新精神的编剧、演员和导演创造机会”。布罗迪影业最后于2013年5月宣布解散。
2010年1月，托马斯·布罗迪-桑斯特加入了由其母亲塔莎·伯特伦所组建的乐队“温奈特（Winnet）”并在其中担任低音吉他手。

## 个人生活
2024年6月22日，托马斯·布罗迪-桑斯特与女演员妲露拉·莱莉在英国的赫特福德郡完婚。

## 演出作品

### 电影
| 发行年份 | 标题                   | 角色名               | 备注 |
| -------- | ---------------------- | -------------------- | ---- |
| 2003年   | 真爱至上               | 山姆                 | —    |
| 2005年   | 魔法保姆麦克菲         | 西蒙·布朗            | —    |
| 2006年   | 莫莉：美籍少女民政战线 | 拼字比赛男孩         | —    |
| 2006年   | 王者之心               | 特里斯坦（少年时代） | —    |
| 2007年   | 最后的兵团             | 罗慕路斯·奥古斯都    | —    |
| 2009年   | 明亮的星               | 塞缪尔·布朗          | —    |
| 2009年   | 无处的男孩             | 保罗·麦卡特尼        | —    |
| 2011年   | 隐蔽处                 | 利亚姆               | —    |
| 2011年   | 超级英雄之死           | 唐纳德·克拉克        | —    |
| 2011年   | 信天翁                 | 马克                 | —    |
| 2012年   | 贝城歹徒               | 罗伯                 | —    |
| 2014年   | 移动迷宫               | 纽特                 | —    |
| 2014年   | 幻影光环               | 塞缪尔·爱默生        | —    |
| 2015年   | 移动迷宫：烧痕审判     | 纽特                 | —    |
| 2015年   | 星球大战：原力觉醒     | 萨尼森下士           | 客串 |
| 2018年   | 移动迷宫：死亡解药     | 纽特                 | —    |
| 2020年   | 银龙骑士               | 火龙                 | 配音 |
| 2025年   | 欧洲赛车大奖赛         | 埃德                 | 配音 |

### 有声剧
| 发行年份 | 标题         | 备注                             |
| -------- | ------------ | -------------------------------- |
| 2007年   | 乡村生活     | 2007年3月22日于BBC广播四台首播。 |
| 2007年   | 心灵之眼     | —                                |
| 2008年   | 佩拉顿的新娘 | —                                |

### 电子游戏
| 发行年份 | 标题                     | 配音角色        | 发行公司                        |
| -------- | ------------------------ | --------------- | ------------------------------- |
| 2011年   | 飞哥与小佛：超时空之谜   | 小佛 / 第二小佛 | 迪士尼互动工作室 / 索尼电脑娱乐 |
| 2013年   | 飞哥与小佛：酷东西大冒险 | 小佛            | 美捷科娱乐 / 505游戏            |

### 音乐录影带
| 发行年份 | 标题 | 歌手       |
| -------- | ---- | ---------- |
| 2014年   |      | 卢卡邦乐团 |
| 2016年   |      |            |
| 2020年   |      |            |

## 奖项荣誉
| 年份   | 影视奖                 | 类别                                       | 作品                   | 结果 |
| ------ | ---------------------- | ------------------------------------------ | ---------------------- | ---- |
| 2003年 | 蒙特卡洛电视节金仙女奖 | 迷你剧集类最佳男主角                       | 《生命的重托》         | 獲獎 |
| 2004年 | 凤凰城影评人协会奖     | 最佳群戏                                   | 《真爱至上》           | 提名 |
| 2004年 | 凤凰城影评人协会奖     | 最佳青年男主角或男配角                     | 《真爱至上》           | 提名 |
| 2004年 | 卫星奖                 | 音乐及喜剧类最佳男配角                     | 《真爱至上》           | 提名 |
| 2004年 | 青年艺术家奖           | 最佳剧情片青年男配角                       | 《真爱至上》           | 提名 |
| 2007年 | 青年艺术家奖           | 最佳剧情片青年男主角                       | 《魔法保姆麦克菲》     | 提名 |
| 2007年 | 青年艺术家奖           | 最佳剧情片青年群戏                         | 《魔法保姆麦克菲》     | 提名 |
| 2008年 | 青年艺术家奖           | 最佳国际剧情片青年男主角                   | 《最后的兵团》         | 提名 |
| 2015年 | 青少年选择奖           | 电影类最佳突出表现                         | 《移动迷宫》           | 提名 |
| 2015年 | 青少年选择奖           | 电影类最佳化学反应                         | 《移动迷宫》           | 提名 |
| 2016年 | 青少年选择奖           | 电影类最佳化学反应                         | 《移动迷宫：烧痕审判》 | 獲獎 |
| 2021年 | 黄金时段艾美奖         | 限定剧集、独立单元剧及电视电影类最佳男配角 | 《后翼弃兵》           | 提名 |

### 脚注
1. ↑  与迪伦·奥布莱恩共享。

### 出典
1. ↑  . 合众国际社. 2020-05-16  [2025-07-15].
2. ↑  . 电视艺术与科学学院（英语：Academy of Television Arts & Sciences）.   [2025-07-15].
3. ↑  Ernest Sangste. . Deeside Piper and Herald. 2013-09-02  [2025-07-15]. （原始内容存档于2013-09-09）.
4. ↑  . Biosstars.   [2025-07-16]. （原始内容存档于2012-02-20）.
5. ↑  . Brodie Films.   [2025-07-15]. （原始内容存档于2008-12-26）.
6. ↑  . 英国公司注册处.   [2025-07-15].
7. ↑  . Tasha Bertram/Winnet.   [2025-07-15]. （原始内容存档于2016-04-26）.
8. ↑  Ellie Muir. . 独立报. 2024-06-24  [2025-07-15].